# Museo delle tradizioni artigiane
Il Museo delle Genti del Gran Sasso (o Museo di Tossicia) si trova a Tossicia, in provincia di Teramo.

## Storia
Il Museo è finalizzato a documentare la vita quotidiana e le tecniche artigiane delle popolazioni che vivevano nella zona del Gran Sasso ed in particolare della Valle Siciliana, dove si trova il comune.
In particolare, vengono presentate le tecniche artigiane utilizzate nella civiltà agro-pastorale per costruire oggetti con legno, pietra, fibre tessili e metalli, con i ramai della vallata del fiume Chiarino come rappresentanti più significativi di quest'ultima tradizione. 
Il Museo è ospitato nelle sale del Palazzo Marchesale, danneggiato dal terremoto dell'Aquila del 2009 e dai successivi eventi sismici che hanno costretto alla chiusura per più periodi.

## Collezioni

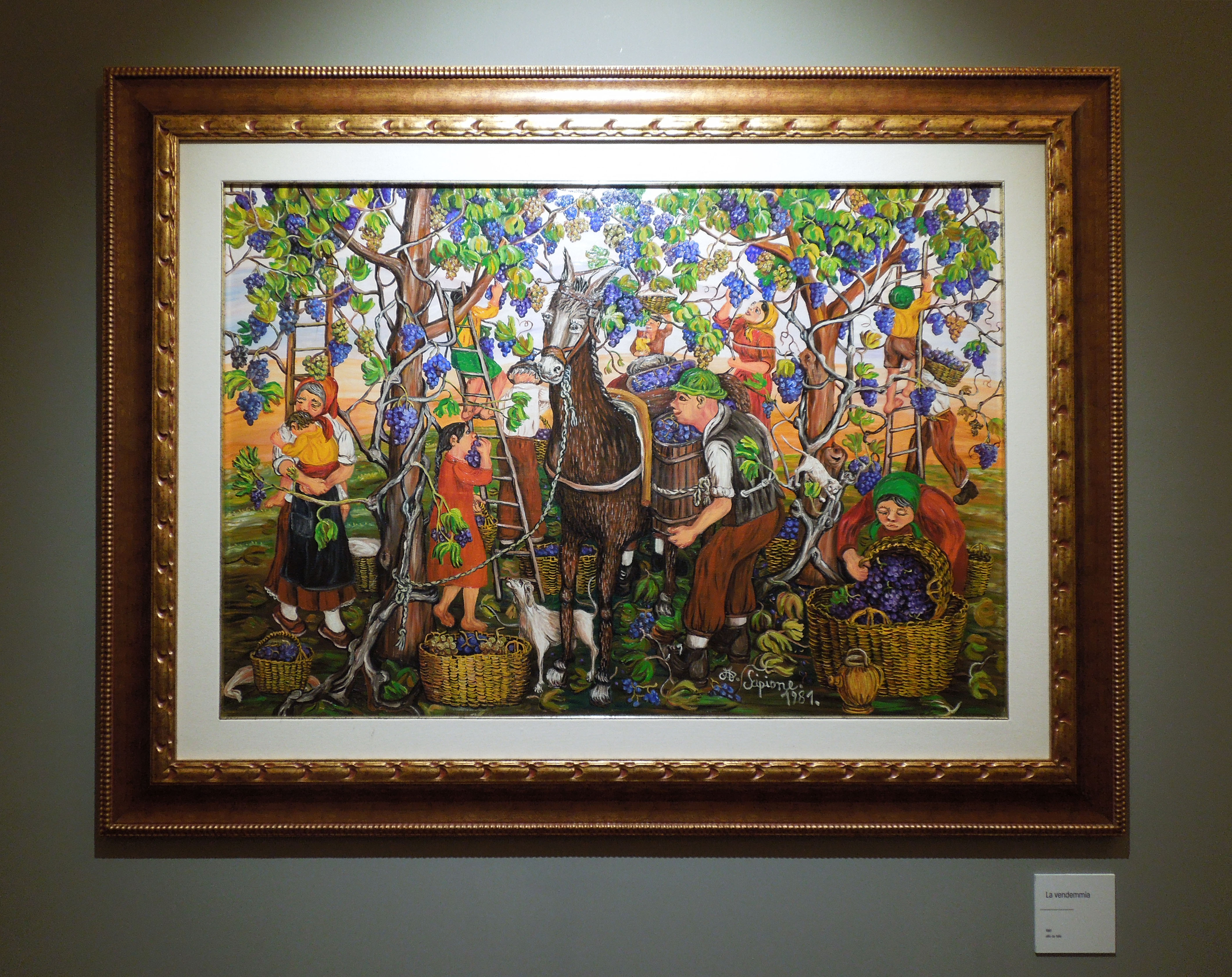
Scipione, La vendemmia

Il Museo di Tossicia ha le sue radici nel fiorente artigianato del rame che si è sviluppato nel corso degli ultimi due secoli nella vallata del torrente Chiarino, nel territorio del Comune di Tossicia, e vuole rendere omaggio alla tradizione dei maestri artigiani che, per generazioni, hanno saputo tramandare una produzione materiale che ha interessato gran parte del tessuto economico e socio-culturale locale. L'allestimento espositivo permette il contatto con una varietà di oggetti di uso quotidiano e di tecniche artigianali applicate ai più diversi materiali di origine naturale. In ogni sala è stato installato un apparato interattivo con l'obiettivo di stimolare il visitatore ad approfondire, mettendo in gioco la sensibilità di ciascuno, la propria storia e i propri ricordi. L’esposizione è organizzata in 4 sezioni: rame, tessitura, legno e grano; in ciascuna di esse vengono presentati gli strumenti di lavoro legati a questi materiali.
Inoltre il Museo ospita una importante collezione della pittrice naif Annunziata Scipione, originaria della Valle Siciliana, che nelle sue opere fa rivivere le tradizioni della vita contadina. All'interno del Museo sono presenti alcune opere dell'artista Antonio Ligabue.

## Palazzo Marchesale

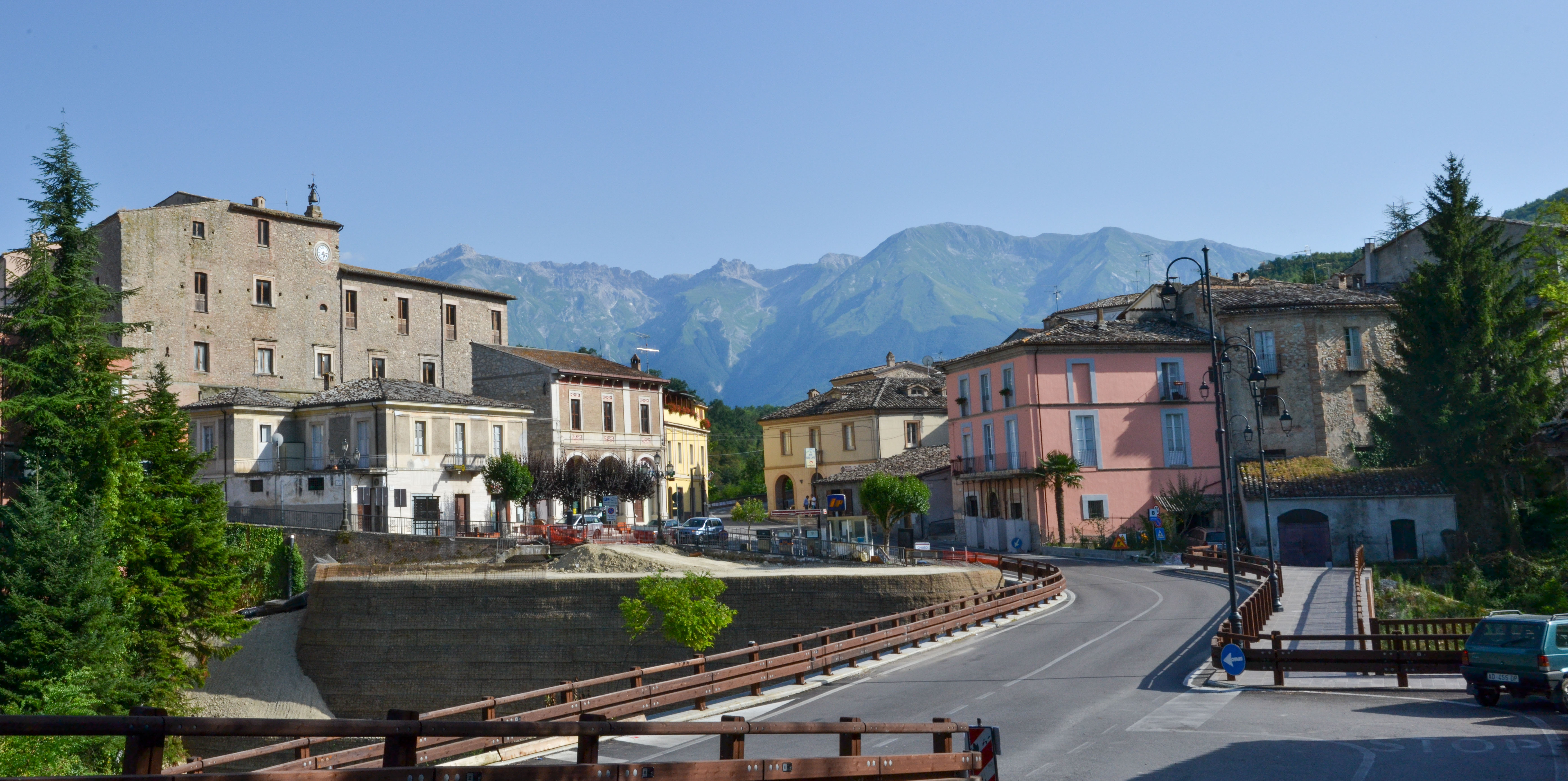
Palazzo Marchesale (a sx) in Tossicia

L'edificio che ospita il Museo è esso stesso un reperto che racconta la vicenda politico-amministrativa, sociale ed economica della Valle Siciliana a partire dal 1400 con la potente famiglia degli Orsini e poi, dal 1526, divenendo residenza dei marchesi de Alarcón y Mendoza e sede del governatorato spagnolo. Posto a dominare il borgo, il complesso è costituito da due blocchi ed è oggi il frutto di numerosi rimaneggiamenti. Le parti più antiche sono testimoniate dagli stemmi nobiliari degli Orsini e degli spagnoli scolpiti sugli architravi e sulle murature. La moderna comunità di Tossicia, come la maggior parte dei comuni italiani, viene istituita nei primi decenni del 1800, come conseguenza della caduta della feudalità ed il Palazzo è stato per decenni sede del Municipio.